# دای کلان (هزاره)
دای کلان معروف به دای کلو یکی از قبایل بزرگ هزاره می‌باشد که شاخه‌های قومی آن در ولسوالی‌های سرخ پارسا، شیخ علی و غوربند ولایت پروان و ولسوالی‌های دوشی و تاله و برفک ولایت بغلان و ولسوالی دره هزاره، ولایت پنجشیر بودوباش می‌کنند.

## زیر قبایل

### ولسوالی شیخ علی
شاخه قومی سنگپر، شاخه قومی نیمان، شاخه قومی قرلوغ، شاخه قومی خدایداد، شاخه قومی غایب‌داد، شاخه قومی امور داد – عبد الواحد، شاخه قومی زی قاضی، شاخه قومی زی عزیز، شاخه قومی شکرالله خوشحال، شاخه قومی توچعی، شاخه قومی میرکه، شاخه قومی بهلول، شاخه قومی مقصود و شاخه قومی زی کاکه می‌باشند.

### ولسوالی حصه دوم پنجشیر (ولسوالی دره)
شاخه قومی بابا علی، شاخه قومی جیر علی، شاخه قومی سنگی خان، شاخه قومی گلاب و شاخه قومی دوست علی می‌باشند.

### ولسوالی سرخ پارسا
شاخه قومی خدیر، شاخه قومی الله‌داد، شاخه قومی شیرک، شاخه قومی دولت خانی، شاخه قومی علی خانی، شاخه قومی قوتندر، شاخه قومی سرخ، شاخه قومی رحمن قلی، شاخه قومی ابدال، شاخه قومی لطف‌الله، شاخه قومی فقیر الله، شاخه قومی پاینده، شاخه قومی زی عطا، شاخه قومی شخه،
شاخه قومی بابه تول، شاخه قومی مخفی، شاخه قومی شاد محمد و شاخه قومی منصور بیگ می‌باشند.

### ولسوالی غوربند
شاخه قومی فرینجل، شاخه قومی لیج و شاخه قومی قول خول است.

### ولسوالی تاله و برفک
شاخه قومی کرم علی، شاخه قومی علی جم، شاخه قومی ایش خوجه و شاخه قومی شیخ علی می‌باشند.

### ولسوالی دهن غوری
شاخه قومی علی جم، شاخه قومی قه غی، شاخه قومی نیمان، شاخه قومی لر خو، شاخه قومی ده مرده، شاخه قومی بهبود، شاخه قومی گاوی و شاخه قومی قرلوغ است.

### ولسوالی دوشی
شاخه قومی نیک‌پی، شاخه قومی شیخ علی، شاخه قومی گاوی، شاخه قومی گری، شاخه قومی چهل غوری، شاخه قومی لرخوی، شاخه قومی کرم علی، شاخه قومی کوه‌گدای و شاخه قومی ایش خوجه است.